# Vâlcele
Vâlcele es una comuna ubicada en el distrito de Olt, Rumania.

## Superficie
Posee una superficie de 54,71 kilómetros cuadrados.

## Demografía
Hasta 2021 la población era de 2271 habitantes, con una densidad de población de 41,51 habitantes por kilómetro cuadrado.